# Koro Koné
Koro Issa Ahmed Koné (* 5. Juli 1989 in Abidjan) ist ein ivorischer Fußballspieler. Der Stürmer steht seit 2023 beim FC Thun unter Vertrag.

## Vereinskarriere
Koné spielte in der Jugend beim CFDF Seni Fofana, Jomo Cosmos, Grasshopper Club Zürich und MSV Duisburg. Sein erster Profiverein war Hertha BSC, aber er hat dort nur in der zweiten Mannschaft gespielt. Im Juli 2009 wechselte er zum FC Spartak Trnava, wo er erst in der zweiten Mannschaft spielte, aber dann 59 Spiele in der A-Mannschaft machte und 19 Tore erzielte. Im Juni 2011 verlängerte er seinen Vertrag beim Spartak um ein Jahr.

## Nationalmannschaft
Koné spielte mit der ivorischen U20 beim Afrika-Pokal und mit der U23 bei einem Turnier in Südafrika.